# Гу Чао
Гу Чао (кит. упр. 顾超, пиньинь Gù Chāo, род. 20 августа 1989 в Шанхае, Китай) — китайский футболист, вратарь команды «Цзянсу Сунин» и национальной сборной Китая.

## Карьера

### Клубная
Гу Чао начал заниматься футболом в 2000 году на базе специализированной площадки Футбольная академия Гэньбао, после окончания которой в 2006 году присоединился к клубу «Шанхай Ист Эйша». Игрок регулярно выходил в стартовом составе команды и произвел впечатление на тренерский штам. В итоге команда из Шанхая выиграла вторую лигу и получила повышение в классе на сезон 2007.
15 марта 2011 года Гу перешёл в клуб Суперлиги «Ханчжоу Гринтаун». Трансфер игрока обошелся его новому клубу в сумму ¥2 млн. 6 июля 2011 года дебютировал в составе нового клуба в гостевом матче против «Далянь Шидэ», а в матче была зафиксирована ничья со счётом 1-1. В сезонах 2011 и 2012 годов в основном Гу заявлялся на матчи в качестве второго голкипера команды, а первым номером тренерский штаб выбирал Цзян Бо. Так продолжалось вплоть до сезона 2014 года, когда Гу Чао стал основным вратарем команды.
31 декабря 2015 года Гу перешёл в другой клуб Суперлиги, «Цзянсу Сунин». Контракт был заключён на пять лет, а сумма трансфера составила ¥50 млн, что было выше исторического максимума за голкипера в чемпионате Китая (Ван Далэй и ¥30 млн). В начале сезона Гу стал вторым номером команды после Чжан Сыпэна. Дебютировал за «Цзянсу» 9 апреля 2016 года в победном для команды матче против «Хэнань Констракшн». Матч закончился со счётом 1-0. После этого матча Гу стал на постоянной основе выходить в стартовом составе клуба.

### Международная
Гу вызывался в первую национальную сборную для участия в отборочном турнире к чемпионату мира 2018 года. Принял участие в двух матчах против сборных Южной Кореи и Ирана. Дебютировал в ничейном матче (0-0) с командой Ирана 6 сентября 2016 года, выйдя на замену травмированному Цзэн Чэну на 12-й минуте матча.

## Достижения
«Шанхай Ист Эйша» :
- Чемпион Второй лиги Китая по футболу : 2007

 «Цзянсу Сунин» :
- Чемпион Суперлиги : 2020